# Bernardina bakeri
Bernardina bakeri är en musselart som beskrevs av Dall 1910. Bernardina bakeri ingår som enda art i släktet Bernardina och familjen Neoleptonidae. Inga underarter finns listade i Catalogue of Life.